# Амыльский сельсовет
Амыльский сельсовет — сельское поселение в Каратузском районе Красноярского края.
Административный центр — село Ширыштык.

## Население
| 2010 | 2012 | 2013 | 2014 | 2015 | 2016 | 2017 |
| ---- | ---- | ---- | ---- | ---- | ---- | ---- |
| 586  | ↘573 | ↘563 | ↘540 | ↘502 | ↘466 | ↘455 |

## Состав сельского поселения
| № | Населённый пункт | Тип населённого пункта       | Население |
| - | ---------------- | ---------------------------- | --------- |
| 1 | Таловка          | деревня                      | ↘26       |
| 2 | Черниговка       | деревня                      | ↘8        |
| 3 | Ширыштык         | село, административный центр | ↗560      |

## Местное самоуправление
Глава — Затулин Николай Николаевич

## Инфраструктура
Школа (посещают 57 учащихся), детский сад (посещают 20 детей), сельский дом культуры, библиотека, фельдшерский пункт, администрация сельсовета, 5 объектов розничной сети, КФХ.

## Экономика
Торговля, заготовка леса  и дров, производство  сельскохозяйственной продукции.